# Baniana craterosema
Baniana craterosema är en fjärilsart som beskrevs av George Francis Hampson 1926. Baniana craterosema ingår i släktet Baniana och familjen nattflyn. Inga underarter finns listade i Catalogue of Life.